# Princesa Sela
A princesa Sela foi uma afamada donzela guerreira no século V, irmã de um rei norueguês chamado Kolles; segundo a lenda ambos se odiavam. De acordo com Feitos dos Danos, quando o seu irmão foi proclamado rei, Sela apropriou-se de uma frota e partiu para uma vida de saques pela costa, saqueando todos os navios com os quais se cruzara no Atlântico norte. Acumulou riqueza e prestigio, mas sempre com um ódio latente a Kolles, sendo que o seu objetivo era ver o seu irmão derrotado.
Kolles foi também um ambicioso rei viquingue, cuja ambição era acumular riqueza, poder e novos territórios. Numa dessas expedições, atacou uma ilha ao largo da costa norueguesa, mas foi derrotado e morto pelo jarl Horwendill da Jutlândia. Sela recebeu a noticia sobre as intenções do seu irmão e dirigiu-se também à mesma ilha, mas fora tarde de mais, uma vez que o seu irmão havia já falecido. Sela enfrentou quem o vencera e acaba também ela morta. À semelhança de Rusla, existe indícios de que os personagens foram reais, embora a dúvida paire sobre os detalhes concretos da sua lenda.

## Bibliografía
- Gesta Danorum
  - Karsten Friis-Jensen, 2005, Gesta Danorum ISBN 978-87-12-04025-5, ISBN 87-12-04025-8 (en latín)
  - Peter Zeeberg, 2000, Saxos Danmarkshistorie ISBN 87-12-03496-7 (completo) ISBN 87-12-03534-3 (vol 1) ISBN 87-12-03535-1 (vol 2) (en danés)